# Де Томас, Рауль
Рау́ль де Тома́с Го́мес (исп. Raúl de Tomás Gómez; 17 октября 1994, Мадрид, Испания) — испанский футболист, нападающий клуба «Райо Вальекано» и сборной Испании.

## Клубная карьера
Де Томас — воспитанник клуба «Реал Мадрид» из своего родного города. Для получения игровой практики выступал за дублирующий состав. 29 октября 2014 года в поединке Кубка Испании против «Колнельи» Рауль дебютировал за основную команду, заменив во втором тайме Карима Бензема. Летом 2015 года де Томас на правах аренды перешёл в «Кордову». 6 сентября в матче против «Алькоркона» он дебютировал за новый клуб. 3 октября в поединке против дублёров «Атлетик Бильбао» Рауль забил свой первый гол за «Кордову».
Летом 2016 года де Томас был отдан в аренду в «Реал Вальядолид». 3 сентября в матче против «Жироны» он дебютировал за новую команду. 24 сентября в поединке против «Уэски» Рауль забил свой первый гол за «Реал Вальядолид».
Летом 2017 года де Томас на правах аренды присоединился к «Райо Вальекано». 16 сентября в матче против дублёров «Севильи» он дебютировал за новую команду. 24 сентября в поединке против «Культураль Леонеса» Рауль забил свой первый гол за «Райо Валькано». В матчах против «Лорки», «Культураль Леонеса» и «Реус Депортиу» он сделал по хет-трику. По итогам сезона де Томас стал лучшим бомбардиром команды в 24 мячами и помог клубу выйти в элиту. Летом 2018 года руководство «Райо Вальекано» продлило аренду Рауля ещё на сезон. 14 сентября в матче против «Уэски» он дебютировал в Ла Лиге.

## Международная карьера
В 2013 года в составе юношеской сборной Испании до 19 лет де Томас стал бронзовым призёром юношеского чемпионате Европы 2013 в Литве. На турнире он сыграл в матче против команды Португалии.

## Достижения
- Победитель второго дивизиона Испании: 2017/18
- Обладатель Суперкубка Португалии: 2019

Испания (до 19)
- Чемпион Европы среди юношей до 19 лет: 2013